# Edmund Twórz
Edmund Twórz (12 febbraio 1914 – 29 settembre 1987) è stato un calciatore polacco, di ruolo difensore.

## Palmarès

### Club

#### Competizioni nazionali
- Campionato polacco: 1

Warta Poznań: 1946-1947